# William Lancaster (Pilot)

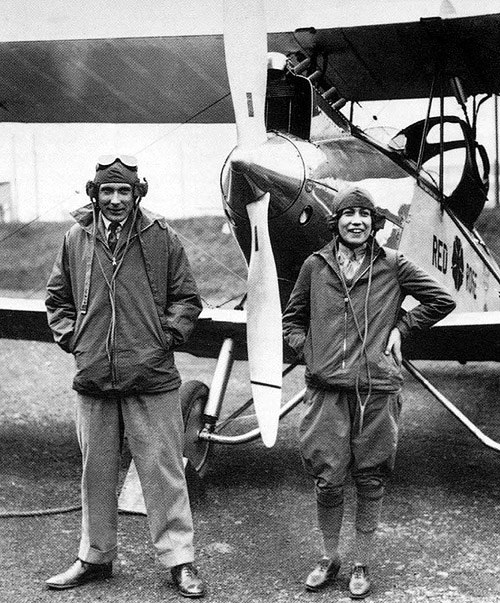
William Lancaster zusammen mit Chubbie Miller

William „Bill“ Newton Lancaster (* 1898 in Birmingham; † 20. April 1933 in der Sahara) war ein britischer Pilot und Abenteurer.

## Frühes Leben und Militärlaufbahn
Der in England geborene Lancaster ging bereits in seiner Jugend nach Australien und trat dort anlässlich des Ersten Weltkrieges im Jahre 1916 in die Armee ein. Er diente im australischen Heer (Australian Imperial Force) im Nahen Osten und in Frankreich, bevor er mit der Pilotenausbildung im Australian Flying Corps begann.
Der erfolgreiche Amateurboxer und gute Reiter galt bei seinen Vorgesetzten als rebellisch, was sich unter anderem auch darin äußerte, dass er bereits im Alter von 21 Jahren heiratete, obwohl dies einem Offizier erst ab 25 Jahren gestattet war.
Er erreichte den Rang eines Second Lieutenants und erhielt nach Kriegsende bei seiner Entlassung im Rahmen der Demobilisierung der Australian Imperial Force im Februar 1920 den Ehrenrang eines Captain. Er kehrte daraufhin nach England zurück und trat als Pilot im Rang eines Pilot Officer in die Royal Air Force ein.
Nach dem Dienst in Britisch-Indien wurde 1926 Reserveoffizier und schied schließlich 1930 im Rang eines Flight Lieutenant aus dem aktiven Militärdienst aus.

## Der Flug nach Australien
Da es zu jener Zeit schwierig war, eine Anstellung als Pilot zu finden, wollte Lancaster durch eine spektakuläre Aktion auf sich aufmerksam machen und beschloss, als erster Mensch einen Flug von England nach Australien durchzuführen.
Unterstützung fand er einerseits im britischen Flugzeughersteller Avro, der ihm eine Avro 594 Avian zu einem günstigen Preis für dieses Vorhaben umbaute (das Einzelstück erhielt die Typenbezeichnung Avro 600 und wurde als "Red Rose" (Rote Rose) bekannt), und andererseits durch die Firma Shell, die ihm den erforderlichen Kraftstoff kostenlos zur Verfügung stellte.
Trotzdem reichten seine eigenen privaten Mittel zur Durchführung des kostspieligen Fluges noch nicht aus, und er hatte bereits beschlossen, sein Vorhaben aufzugeben, als die Begegnung mit der Australierin Jessie "Chubbie" Miller auf einer Party in London nicht nur seine finanzielle Situation, sondern sein weiteres Leben veränderte.
Miller, die in England getrennt von ihrem in Australien lebenden Ehemann lebte, hatte sich bereits seit einiger Zeit in den Kopf gesetzt, die erste Frau der Welt zu sein, die mit einem Flugzeug die Strecke von England nach Australien zurücklegt. Als sie von Lancasters Plan erfuhr, bot sie im an, die Hälfte der fehlenden Mittel zu bezahlen, sofern sie als Passagierin mitfliegen dürfe.
So starteten die beiden am 14. Oktober 1927 von Croydon Richtung Darwin.
Unterbrochen wurde der Flug, als Lancaster auf Grund schlechten Wetters und mechanischer Probleme eine Notlandung auf einer kleinen Insel in Sumatra durchführen musste, bei der die Maschine beschädigt wurde. In der Zeit der umfangreichen Reparatur wurden sie von dem Australier Bert Hinkler überholt, der mit seiner Avro 581 Avian ebenfalls von England nach Darwin unterwegs war, um als erster Mensch diese Strecke im Alleinflug zu bewältigen.
Auch Lancaster und Miller erreichten später Australien und stellten damit einen neuen Weltrekord auf: Jessie Miller war die Frau, die den bisher längsten Flug der Geschichte hinter sich gebracht hatte.

## Der Kriminalfall Lancaster
In den darauf folgenden Monaten bereisten die beiden den australischen Kontinent. Im Juni 1928 wurden beide in die USA eingeladen, um dort gemeinsam in einem Hollywoodfilm mitzuspielen; der Film wurde jedoch nie gedreht. Ein halbes Jahr später flog Lancaster quer durch die USA, um dort für britische Flugzeugmotoren zu werben.
Danach bemühte er sich um eine Scheidung von seiner Frau. Dieser war auf Grund der intensiven Presseberichterstattung nicht verborgen geblieben, dass sich das Verhältnis zwischen Lancaster und Jessie Miller in den vergangenen Monaten zu einer Liebesbeziehung entwickelt hatte, doch sie willigte nicht in eine Ehescheidung ein.
Auf der Suche nach einer Anstellung als Pilot in Mexiko musste Lancaster Jessie Miller, die inzwischen ebenfalls eine bekannte Pilotin geworden und in den USA als „Australian Aviatrix“ bekannt war, im gemeinsam angemieteten Haus in Miami/Florida zurücklassen. In dieser Zeit lernte Miller einen jungen Schriftsteller namens Hayden Clarke kennen, der als Ghostwriter ihre Geschichte schreiben sollte. Wie sich später herausstellte, hatte Clarke ein Lügennetz um Lancaster aufgebaut und die Frau für sich eingenommen. Die beiden standen kurz vor einer Eheschließung.
Als Captain Bill Lancaster – unter diesem Namen war er zwischenzeitlich bekannt – davon hörte, flog er umgehend nach Florida zurück. Den Abend des 20. April 1932 verbrachten Lancaster, Miller und Clarke gemeinsam im Haus in Miami. In der Nacht wurde ein Krankenwagen zu dem Haus gerufen – Clarke wurde mit einer Schussverletzung im Kopf ins Krankenhaus eingeliefert und verstarb einige Stunden später.
Auf Grund der aufgefundenen Schriftstücke Clarkes, die seinen Selbstmord ankündigten, ging die Polizei zunächst von einem Suizid aus, doch eine Woche später wurde Lancaster unter dringendem Mordverdacht festgenommen.
In einem Aufsehen erregenden Prozess konnte jedoch seine Unschuld geklärt werden; nicht zuletzt sein Tagebuch konnte ihn entlasten. Nach der Lektüre dieses Tagebuchs erklärte der Richter: "....I have never met a more honorable man than Captain Lancaster (...ich habe bisher keinen ehrenhafteren Mann als Captain Lancaster getroffen)".
Trotz des Freispruchs war Lancaster nach der Verhandlung ein gebrochener Mann; die meisten früheren Freunde hatten sich von ihm und Jessie Miller abgewandt.

## Durch die Sahara
Nachdem beide nach England zurückgekehrt waren, suchte Lancaster nach einer Chance, sich in der Öffentlichkeit erneut positiv darzustellen. Da in den frühen 1930er-Jahren die Rekordjagd auf der Strecke England-Kapstadt äußerst umkämpft unter britischen Piloten und damit auch sehr publicity-trächtig war, beschloss er, den aktuellen Rekord von Amy Mollison, der inzwischen verheirateten Amy Johnson, der bei 4 Tagen, 6 Stunden und 54 Minuten lag, zu unterbieten.
Finanziell unterstützt von seinem Vater, erwarb Lancaster von Sir Charles Kingsford Smith, einem australischen Rekordflieger und Flugpionier, eine Avro 616 Avian V, eine von zwei Maschinen in einer speziellen Langstreckenausführung, die sich Sir Charles bei Avro hatte anfertigen lassen.
Mit dieser „Southern Cross Minor“ genannten Maschine hatte Kingsford Smith bereits erfolglos versucht, den von Amy Johnson aufgestellten Rekord für die Strecke Australien-England zu brechen.
Obwohl das Flugzeug speziell für Langstreckeneinsätze konzipiert und somit ideal für den über 10.600 Kilometer langen Flug war, hatte es gegen die De Havilland DH.80 Puss Moth von Amy Mollison einen Geschwindigkeitsnachteil von etwa 16 km/h.
Im Nachhinein ist zu bezweifeln, dass Lancaster physisch und psychisch in der Lage gewesen wäre, ein derartiges Unternehmen durchzuführen.
Im vorausgegangenen Jahr hatte er drei Monate im Gefängnis verbracht, in denen die mögliche Todesstrafe an seinen Nerven gezerrt hatte. Außerdem hatte er, bis auf einige wenige Stunden mit der "Southern Cross Minor" auf dem Firmengelände von Avro, seit einem Jahr keine Flugpraxis mehr. Nun hatte er etwa 72 Flugstunden in einem Zeitraum von 4,5 Tagen vor sich, um den Rekord zu schaffen. Und die geringste Zeit am Boden konnte er zum Ausruhen nutzen; vorrangig waren das Betanken und die Wartung. Sich des Geschwindigkeitsnachteils seines Flugzeuges bewusst, hatte Lancaster nur kurze Tank- und Wartungsstopps mit längstens zwei Stunden Schlaf pro Zwischenlandung eingeplant. Auf ihn wartete eine Herausforderung, die auch einen körperlich und mental stärkeren Menschen als Lancaster an die Grenzen gebracht hätte.
Einem Reporter gegenüber, der neben Lancasters Eltern und Chubbie Miller als einziger den Start auf dem Flugplatz von Lympne am frühen Morgen des 11. April 1933 verfolgte, hatte Lancaster erklärt, dass er das Risiko seiner Unternehmung allein trage und dass er im Falle eines Unfalles keine Such- und Rettungsaktionen erwarte.
Die erste Etappe führte in das etwa 3.000 Kilometer entfernte Oran. Auf Grund ungünstiger Windverhältnisse war Lancaster gezwungen, einen ungeplanten Tankstopp in Barcelona einzulegen. So lag er bereits 6,5 Stunden hinter dem Zeitplan zurück, als er in Oran starten wollte. Französische Beamte in Oran versuchten, Lancaster von seinem Vorhaben abzubringen; als sie einen hohen Geldbetrag als Kaution für eine eventuell anfallende Suchaktion forderten, entgegnete Lancaster wütend, dass er den Betrag nicht habe und auch keine solche Aktion erwarten würde.
In der folgenden Nacht wurde eine kleine Nachlässigkeit zu einem Problem – die "Southern Cross Minor" hatte weder eine Cockpit- noch eine Instrumentenbeleuchtung, und so war Lancaster gezwungen, in Abständen mit einer Taschenlampe den Kompass anzuleuchten, um den Kurs zu überprüfen.
So landete er am nächsten Morgen zu einem ungeplanten Tankstopp in Adrar, rund 160 Kilometer vom vorgesehenen Landeort Reggane entfernt. Bereits eine Stunde später startete er wieder und beschloss, nicht mehr in Reggane zu landen und die Sahara ohne weiteren Stopp zu überfliegen. Unglücklicherweise schlug er aber eine falsche Route ein, flog im Kreis und überflog vier Stunden nach dem Start erneut Adrar. So war er gezwungen, doch in Reggane zwecks Tankstopp zu landen. Da er nunmehr seit etwa 30 Stunden nicht geschlafen hatte, wurde er von Flugplatzmitarbeitern ermahnt, sich auszuruhen. Da er jedoch rund 10 Stunden Rückstand auf seinen Zeitplan hatte, ging er auf die Ratschläge nicht ein und wollte die winzige Chance, die ihm noch verblieb, nutzen.
Der Leiter eines in Reggane ansässigen französischen Unternehmens, der Lancaster ebenfalls erfolglos von seinem Vorhaben abbringen wollte, versprach, eine Suchaktion zu starten, falls die Maschine nicht innerhalb von 24 Stunden nach dem Start den geplanten Zielort Gao erreichen würde. Er bat Lancaster, im Falle eines Absturzes ein Feuer zu machen, damit man ihn besser finden könne.
Am 12. April 1933 gegen 18:30 Uhr hob Lancaster zu der fast 1.300 Kilometer langen Etappe quer durch die Sahara in Reggane ab. Augenzeugen berichteten später, dass der Start merkwürdig verlaufen sei. Einerseits hätte die Maschine nur schwerfällig Höhe gewonnen und andererseits wäre Lancaster sogar zunächst in die falsche Richtung aufgebrochen, bevor er umdrehte und in Richtung Süden verschwand.
Lancaster hatte ursprünglich geplant, sich an der Straße, die durch die Sahara Richtung Gao führte, zu orientieren, verlor aber bald deren Spur und verließ sich ab diesem Zeitpunkt mit Hilfe der Taschenlampe auf den unbeleuchteten Kompass. Um 20:30 Uhr meldete eine Warnlampe eine Motorstörung, fünf Minuten später lief der Motor unrund und das Flugzeug verlor merklich an Höhe. Lancaster schaffte es nicht, die Avro notzulanden; es kam zu einer Bruchlandung mit einem Überschlag der Maschine. Lancaster kroch mit Gesichtsverletzungen aus den Überresten seines Flugzeuges.
Und so begann das langsame Sterben des Captain Bill Lancaster, das er akribisch in seinem Tagebuch festhielt. Obwohl er lediglich zehn Liter Wasser, ein Kanne Kaffee sowie eine Tafel Schokolade und alte, inzwischen hart gewordene Brote bei sich hatte, überlebte Lancaster bis zum Morgen des 20. April 1933.
Seine mumifizierte Leiche, sein Flugzeug und auch sein Tagebuch wurden erst 29 Jahre später, am 12. Februar 1962, von einer französischen Militärpatrouille aufgefunden.
Die letzte Eintragung in Lancasters Tagebuch lautet: "So the beginning of the eighth day has dawned. It is still cool. I have no water....I am waiting patiently. Come soon please. Fever wracked me last night. Hope you get my full log. Bill" – ("Der Morgen des achten Tages beginnt. Noch ist es kalt. Ich habe kein Wasser ... und warte geduldig. Komm(t) bitte schnell. Letzte Nacht hat mich Fieber geschüttelt. Ich hoffe, Du [damit war Chubbie Miller gemeint] bekommst mein komplettes Tagebuch. Bill")
Später stellte sich heraus, dass der in Reggane versprochene Wagen tatsächlich losgefahren war, um Lancaster zu suchen. Jedoch hatte man ihn in der Nähe der Straße vermutet; die von Lancaster in Abständen entzündeten Feuer waren daher nicht entdeckt worden.
Auch die Suche aus der Luft war erfolglos. Die Verantwortlichen hatten Lancaster weiter südlich vermutet, man hatte ausgeschlossen, dass ihm bereits auf dem ersten Teilstück der Strecke etwas zugestoßen sei.
Lancasters Tagebuch wurde in Erfüllung seines letzten Willens an Chubbie Miller ausgehändigt, die im Jahre 1936 einen britischen Piloten geheiratet hatte. Miller gab es später für eine Veröffentlichung frei.
Die Geschichte von William Lancaster und Jessie "Chubbie" Miller wurde im Jahre 1985 unter dem Titel "The Lancaster Miller Affair" in sechs einstündigen Folgen für das australische Fernsehen verfilmt.